# 4506 Hendrie
4506 Hendrie eller 1990 FJ är en asteroid i huvudbältet som upptäcktes den 24 mars 1990 av den brittiske astronomen Brian G. W. Manning vid Stakenbridge-observatoriet. Den är uppkallad efter Michael Hendrie.
Asteroiden har en diameter på ungefär 8 kilometer och den tillhör asteroidgruppen Koronis.